# Luka Dončić
Luka Dončić (Ljubljana, 28 februari 1999) is een Sloveens basketballer die uitkomt voor de Los Angeles Lakers in de NBA. Hij kan als guard spelen en als small-forward.

## Carrière
Dončić is de zoon van ex-basketbalprof Saša Dončić en werd geboren in de Sloveense hoofdstad Ljubljana. Op dertienjarige leeftijd haalde Real Madrid hem weg bij KK Olimpija Ljubljana. Hij debuteerde als zestienjarige voor de Madrileense club en werd zo de jongste speler in de geschiedenis van de club. In het seizoen 2017/18 groeide hij uit tot een van de beste spelers in de Spaanse competitie en werd hij verkozen tot MVP van de Euroleague. Hij won met Real driemaal de Spaanse competitie en eenmaal de EuroLeague.
In 2018 werd hij als derde gedraft door de Atlanta Hawks en getraded naar de Dallas Mavericks in ruil voor Trae Young. In zijn eerste seizoenen brak hij tal van records. Bij de Mavericks ontwikkelde hij zich tot absolute leider en bracht de Mavericks na drie seizoenen zonder play-offs naar twee keer op een rij. In zijn eerste jaar slaagde hij daar nog niet in, maar werd hij wel "Rookie of the Year". In zijn tweede en derde seizoen behaalden ze dus wel de play-offs maar verloren telkens in de eerste ronde. Hij was ook telkens All-Star en All-NBA.
In februari 2025 werd hij geruild naar de Los Angeles Lakers in een ruil waarbij ook de Utah Jazz betrokken waren. Andere spelers in de ruil waren: Anthony Davis, Maxi Kleber, Markieff Morris, Max Christie, Jalen Hood-Schifino en enkele draftkeuzes.

## Erelijst
Real Madrid
- EuroLeague-kampioen: 2018
- EuroLeague MVP: 2018
- EuroLeague Rising Star: 2017, 2018
- Euroscar Player of the Year: 2019
- Liga ACB-kampioen: 2015, 2016, 2018
- Liga ACB MVP: 2018
- ACB Best Young Player: 2017, 2018
- Spaanse King's Cup: 2016, 2017

Dallas Mavericks
- NBA Rookie of the Year: 2019
- NBA All-Rookie First Team: 2019
- NBA All-Star: 2020, 2021, 2022
- All-NBA First Team: 2020, 2021, 2022, 2023, 2024

Sloveens nationale ploeg
- EuroBasket: 2017

Individueel
- Sloveens sportman van het jaar: 2018
- Sports Illustrated Breakout of the Year: 2019

## Statistieken

### Regulier seizoen
| Seizoen  | Team             | WG  | WS  | MPW  | 2P%  | 3P%  | FW%  | RPW | APW | SPW  | BPW | PPW  |
| -------- | ---------------- | --- | --- | ---- | ---- | ---- | ---- | --- | --- | ---- | --- | ---- |
| 2018/19  | Dallas Mavericks | 72  | 72  | 32,2 | 42,7 | 32,7 | 71,3 | 7,8 | 6,0 | 1,1  | 0,3 | 21,2 |
| 2019/20  | Dallas Mavericks | 61  | 61  | 33,6 | 46,3 | 31,6 | 75,8 | 9,4 | 8,8 | 1,0  | 0,2 | 28,8 |
| 2020/21  | Dallas Mavericks | 66  | 66  | 34,3 | 47,9 | 35,0 | 73,0 | 8,0 | 8,6 | 1,0  | 0,5 | 27,7 |
| Carrière | Carrière         | 199 | 199 | 33,3 | 45,7 | 33,1 | 73,5 | 8,4 | 7,7 | 1,0  | 0,4 | 25,7 |
| All Star | All Star         | 2   | 2   | 25,0 | 46,5 | 36,7 | –    | 2,0 | 6,0 | 50,0 | 0,0 | 8,0  |

### Play-offs
| Seizoen  | Team             | WG | WS | MPW  | 2P%  | 3P%  | FW%  | RPW | APW  | SPW | BPW | PPW  |
| -------- | ---------------- | -- | -- | ---- | ---- | ---- | ---- | --- | ---- | --- | --- | ---- |
| 2019/20  | Dallas Mavericks | 6  | 6  | 35,8 | 50,0 | 36,4 | 65,6 | 9,8 | 8,7  | 1,2 | 0,5 | 31,0 |
| 2020/21  | Dallas Mavericks | 7  | 7  | 40,1 | 49,0 | 40,8 | 52,9 | 7,9 | 10,3 | 1,3 | 0,4 | 35,7 |
| Carrière | Carrière         | 13 | 13 | 38,2 | 49,4 | 39,2 | 60,0 | 8,8 | 9,5  | 1,2 | 0,5 | 33,5 |